# Херцог, Андреас
Андре́ас Хе́рцог (нем. Andreas Herzog; род. 10 сентября 1968, Вена, Австрия) — австрийский футболист и тренер. Известен как мастер выполнения стандартных положений. Играл в клубах Германии и Австрии, был чемпионом этих стран. Завоевал Кубок УЕФА, участвовал вместе со сборной Австрии на чемпионатах мира. Бывший рекордсмен по количеству игр за сборную Австрии (103). Сейчас является тренером.

## Биография

### Клубная карьера
Дебютным для Андреаса Херцога был сезон 1986, в котором он играл за венский «Рапид». Однако следующий сезон футболист провёл в другом местном клубе — «First Vienna FC», здесь он играл успешно, и через год вернулся в «Рапид». В этом клубе он дважды становился чемпионом Австрии. Затем австрийский полузащитник переехал в Германию — в 1992 году он стал игроком бременского «Вердера», с которым через год стал чемпионом Германии, а через два взял кубок этой страны. Сезон 1995/96 мастер штрафных провёл в мюнхенской «Баварии» и помог её завоевать Кубок УЕФА. Затем Андреас вернулся в «Вердер» и продолжал выступать за этот клуб до 2001 года, вновь завоевав в 1999-м Кубок Германии. Сезон 2002/03 австриец провёл в родном «Рапиде», а следующий — в американском «Лос-Анджелес Гэлакси», однако после ухода пригласившего его тренера игра Херцога поблекла и вскоре он покинул этот клуб. 35-летний Херцог стал первым австрийцем в истории MLS.

### Выступления за сборную
Почти на протяжении всей своей карьеры Херцог выступал за сборную Австрии, в том числе и на двух чемпионатах мира. Его дебют состоялся 6 июня 1988 года в матче против Греции (2:2). На турнире 1990 года Австрия не смогла преодолеть групповой этап, не случилось этого и во время розыгрыша 1998 года. Херцог до 2023 года был рекордсменом по количеству игр за сборную Австрии — в его активе 103 игры. Свой последний матч за сборную Андреас сыграл 30 апреля 2003 года против Швеции (1:1).

### Тренерская карьера
Херцог помогал Йозефу Хиккерсбергеру тренировать национальную команду Австрии, в том числе он это делал и на домашнем чемпионате Европы 2008. С 2009 по 2011 год — главный тренер сборной Австрии до 21 года. С 2011 по 2016 год помогал Юргену Клинсману в США. В августе 2018 года назначен на пост наставника сборной Израиля.

## Достижения

### Командные
Рапид (Вена)
- Чемпион Австрии: 1986/87, 1987/88

Вердер
- Чемпион Германии: 1992/93
- Обладатель Кубка Германии: 1993/94

Бавария
- Обладатель Кубка УЕФА: 1995/96

### Личные
- Футболист года в Австрии: 1992